# Animatronique

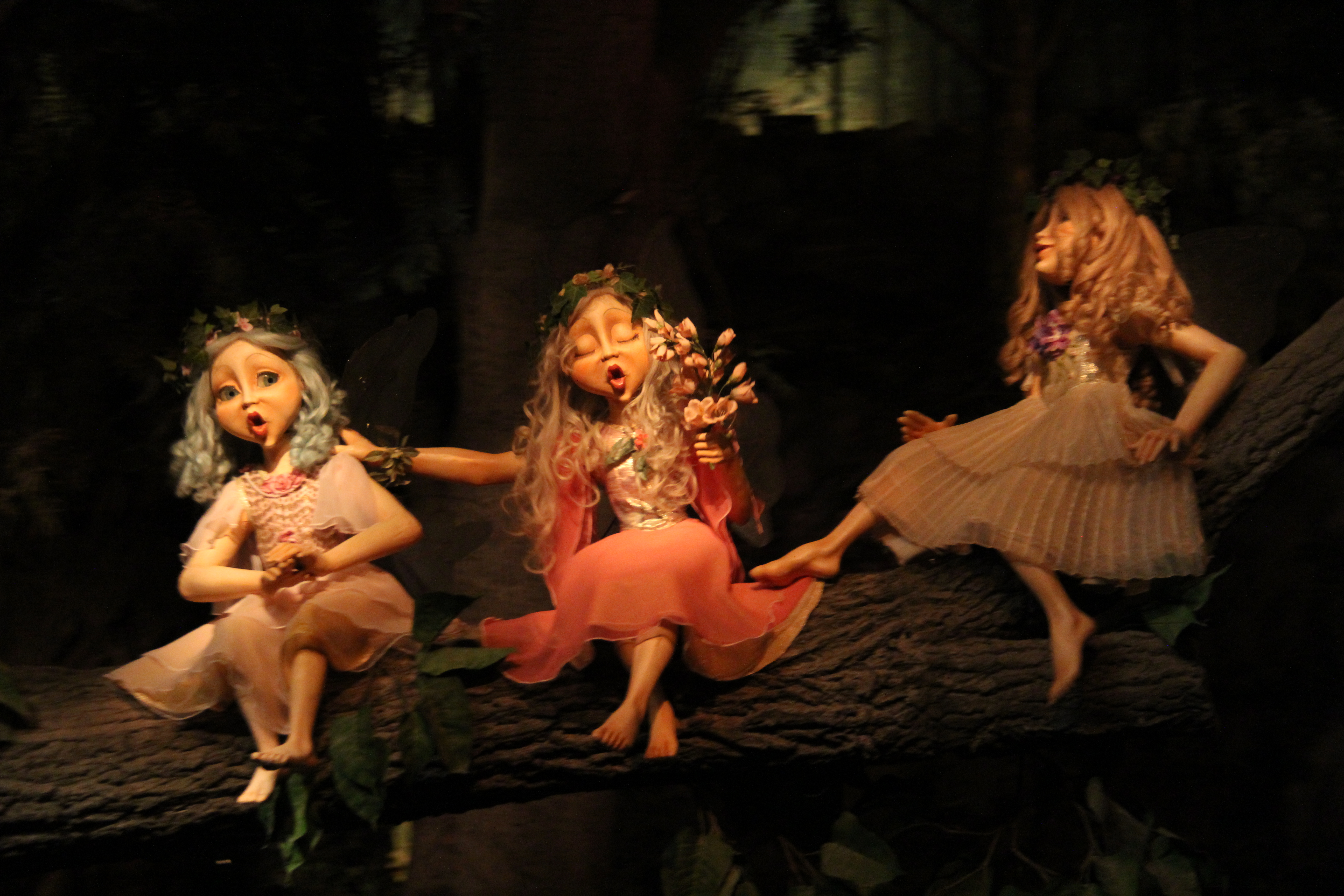
Animatroniques du parcours scénique Droomvlucht à Efteling.

Une animatronique (contraction d'« animation électronique ») est une créature robotisée ou animée à distance par des câbles ou par radiocommande, réalisée en général avec une peau en latex et des mécanismes internes permettant de lui donner une apparence de vie. Il s'agit parfois de simples câbles qui sont actionnés à distance par des opérateurs, pour réaliser une action simple.
Les modèles les plus sophistiqués disposent de servomoteurs radiocommandés. Les mouvements les plus complexes peuvent être enregistrés par un ordinateur et rejoués à volonté. La société Disney a développé sur ce dernier principe les audio-animatronics (terme anglais car c'est une marque déposée) dont les mouvements sont synchronisés avec une bande sonore.
Ces robots sont utilisés dans beaucoup de films de science-fiction ou d'action et dans des parcs d'attraction, la plupart du temps dans des attractions de type parcours scénique. Plusieurs entreprises se sont spécialisés dans le domaine comme Sally Dark Ride, Heimotion ou Garner Holt Productions par exemple.

## Animatronique animalière
Le réalisateur John Downer (en) a produit pour la BBC sur plusieurs décennies de nombreux documentaires animaliers utilisant des animatroniques pour filmer au plus près et interagir avec les animaux sauvages.
En 2000, il crée  pour le documentaire Lions: Spy in the Den (Espionner dans la tanière) un rocher mobile nommé Bouldercam (caméra-rocher) pour abriter une caméra orientable. Ce leurre n'émettant pas d'odeur et n'ayant pas de forme caractéristique permet de suivre en travelling et d'approcher au plus près des lions et lionceaux sauvages.
John Downer développe ensuite dans les deux décennies suivantes de nombreux animatronimiques animaliers à l'aspect et aux mimiques et mouvements réalistes dotés d'un caméra-espion dans l'oeil et filme les animaux sauvages en interaction avec l'animatronique hyperréaliste.
En 2013, dans la série documentaire Penguins: Spy in the Huddle, il déploie 50 animatroniques hyperréalistes en forme de manchot, de gorfou sauteur, de rocher et d'oeuf munis de caméras permettant de filmer l'évolution de colonies de manchots.
Pour la série Spy in the Wild (en) (Caméras espions en terre animale) diffusée en 2017, la production crée 30 animatroniques animaliers et effectue près de 8 000 heures de prises de vues dans 21 pays en 800 jours de tournage étalés sur 3 ans.
En 2020, pour la seconde saison Spy in the Wild 2, ce sont 34 nouvelles « Spy Creatures » (créatures espionnes), des robots en forme d'animaux réalistes, qui sont créées. Pilotables à distance, les animatroniques sont dotés de caméras-espion mais aussi des capteurs infrarouges qui leur permettent de se mettre en mouvement à l'approche d'un animal. Les leurres sont conçus pour reproduire des éléments de langage corporel propre à chaque espèce et obtenir l'empathie et l'insertion dans le groupe d'animaux sauvages.
Dans son studio de Londres, le designer John Nolan construit des animatroniques animaliers en croisant des données issues de la biologie, la zoologie, la robotique et l'art pour obtenir des créatures aussi réalistes que possible.
Les animatroniques animaliers sont faits de plusieurs couches : la robotique, une couche étanche et le revêtement esthétique superficiel reproduisant peau, pelage ou plumage. Pour l'animatronique du crocodile par exemple, un squelette de l'animal à reproduire a été passé aux rayons X puis reproduit en fibre de carbone avant de créer la couche musculaire.
Pour rendre l'aspect et les nuances d'un pelage naturel, les poils sont fixés à la main sur une peau de silicone qui recouvre le dispositif du robot.
Le choix des réalisateurs est de ne pas reproduire les odeurs propres à l'espèce pour éviter les interférences sauf pour le suricate dont l'odeur a facilité l'acceptation.
Les animatroniques sont ensuite testés sur le terrain et corrigés. Sur le tournage, ils sont insérés dans un dispositif de prises de vues simultanées opérées par plusieurs dizaines de caméras comportant des caméras robotisées télécommandables et des caméras conventionnelles.
Les sons émis par le robot animalier sont des enregistrements joués à travers un petit haut-parleur.
La réalisation doit s'assurer que les bons cris ou sons sont envoyés au bon moment pour ne pas perturber la vie du groupe animal par une alarme involontaire.
Dans ces séries animalières, les animatroniques ont figuré de manière hypperréaliste des représentants de nombreuses espèces animales : aigrette, ara, autruche, caméléon, castor, chien de prairie, chouette Harfang, cobra, colibri, crabe, bébé crocodile, dauphin, dragon de Komodo, écureuil, élan, éléphant de Bornéo, éléphant de mer, galago, gorille, grizzly, hippopotame, iguane, jaguar, kangourou, koala, langur, louveteau, macareux, manchot Adélie, manchot empereur, manchot royal, marmotte, mille-pattes, orang-outan, otarie, ours polaire, paresseux, pélican, perroquet, pic entailleur, pic vert, poisson-globe, pygargue à tête blanche, quokka, sanglier, suricate, termite, tortue.
En 2023, pour la série Spy In The Ocean, 13 leurres aquatiques sont créés en animatronique.
Lors de la diffusion de la série, le public a réagi sur l'opportunité et le coût des animatroniques avec caméra embarquée alors que la plupart des plans des documentaires sont filmés par d'autres caméras filmant elles-mêmes les animatroniques.
La perturbation du monde animal par des robots hyperréalistes a posé question. Ainsi une séquence montrant des singes langurs confrontés à un petit animatronique et le pleurant car pensant être en présence d'un bébé singe mort a enregistré plus de 10 millions de vues sur Youtube.
Les interactions entre les leurres et les animaux sont souvent émouvantes comme cette pieuvre noix de coco qui a accepté de se faire aider par un animatronique qui lui a fourni un petit couvercle pour fermer sa cachette et échapper ainsi à un requin.

## Attractions dotées d'animatroniques
- Alton Towers : Duel - The Haunted House Strikes Back!
- Chessington World of Adventures : Tomb Blaster, Vampire
- Efteling : Baron 1898, le Bois des Contes, Carnaval Festival, Spookslot, le Chemin de fer des enfants, Fata Morgana, Joris en de Draak, Volk van Laaf, Vogel Rok, Pandadroom, Symbolica, Villa Volta, Droomvlucht
- Europa-Park : Abenteuer Atlantis, Castello dei Medici, Tiroler Wildwasserbahn, Arthur, Piraten in Batavia, Snorri Touren
- Futuroscope : Danse avec les Robots, La Machine à voyager dans le temps
- Gardaland : Castello di Mago Merlino, Jumanji - The Adventure
- London Dungeon
- Madame Tussauds Amsterdam
- Madame Tussauds Hong Kong
- Movie Park Germany : Bermuda Triangle - Alien Encounter, Mystery River
- Nigloland : Africa Cruise, Les Caravelles de Jacques Cartier, Dinosaures aventure, King of Mississippi, le Manoir hanté, le Niglo Show
- Parc Astérix : Le Défi de César, Épidemaïs Croisières, Nationale 7, spectacle de la Rue de Paris
- Phantasialand : Geister Rikscha, Hollywood Tour, Mystery Castle
- Puy du Fou : Les Amoureux de Verdun, Le monde imaginaire de La Fontaine, Le Mystère de La Pérouse, Le Premier Royaume, Les Automates Musiciens, La renaissance du château
- Siam Park City : Africa Adventure, Jurassic Adventure
- Universal's Islands of Adventure : Dudley Do-Right's Ripsaw Falls, Flight of the Hippogriff, Harry Potter and the Forbidden Journey, Jurassic Park River Adventure, Skull Island: Reign of Kong
- Universal Studios Florida : E.T. Adventure, Men in Black: Alien Attack, Harry Potter and the Escape from Gringotts
- Universal Studios Hollywood : E.T. Adventure, Jurassic Park River Adventure
- Universal Studios Japan : E.T. Adventure, Jaws, Jurassic Park River Adventure, Harry Potter and the Forbidden Journey
- Walibi Belgium : Challenge of Tutankhamon, Le Palais d'Ali Baba, Le Secret de La Licorne
- Warner Bros. Movie World Australia : Batman Adventure – The Ride 2, Scooby-Doo Spooky Coaster

## Films utilisant des animatroniques
- Les Oiseaux (1963) : certains des corbeaux.
- King Kong de 1976 : King Kong.
- Les Dents de la mer (1975) : le requin, surnommé « Bruce ».
- Star Wars (1977)
- Aliens (1986) : la reine des Xénomorphes.
- Gremlins (1984) : les Mogwai.
- Short Circuit (1986) : Numéro 5.
- Jurassic Park (1993) : la plupart des dinosaures.
- Tremors (1990) : les « graboids ».
- Chucky (1998) : Chucky, Tiffany et Glen.
- Harry Potter et la chambre des secrets (2002) : le basilic.
- Le Labyrinthe de Pan (El laberinto del fauno) (2006) : le crapaud et la racine de mandragore.
- Monsieur Popper et ses pingouins (2011) : certaines scènes avec les « pingouins » (qui sont en fait des manchots papous).
- Five Nights at Freddy's (2023) : les animatroniques de Freddy Fazbear's Pizza.
- La Légende d'Ochi (The Legend of Ochi) (2025) d'Isaiah Saxon

## Séries télévisées dotées d'animatroniques
- One Piece : Les Escargophones
- The Walking Dead : une grosse partie des zombies
- Sabrina, l'apprenti sorcière : Salem
- Hippocrate : Le nourrisson
- Doctor Who : Les Judoon[11]

- Squid Game : La poupée

## Séries documentaires dotées d'animatroniques
La BBC a produit plusieurs séries documentaires animalières utilisant des animatroniques pour filmer au plus près et interagir avec les animaux sauvages.
- 2000 - Spy in the Den (Espionner dans la tanière). Pour ce documentaire le réalisateur John  Downer crée un animatronique sous forme de rocher mobile nommé « Bouldercam » (caméra-rocher) pour abriter une caméra orientable. Ce leurre n'émettant pas d'odeur et n'ayant pas de forme caractéristique permet de suivre en travelling et d'approcher au plus près des lions et lionceaux sauvages[2].

- 2013 - Penguins: Spy in the Huddle. Dans la série documentaire il déploie 50 animatroniques hyperréalistes en forme de manchot, de gorfou sauteur, de rocher et d'oeuf munis de caméras permettant de filmer l'évolution de colonies de manchots[3].

- 2017 - Spy in the Wild (Caméras espions en terre animale). La série documentaire animalière produite par John Downer pour la PBS et diffusée sur la BBC utilise 30 animatroniques munis d'une caméra dans l'oeil pour une immersion au sein des espèces animales impliquant aussi des interactions[4].

- 2020 - Spy in the Wild 2. Pour la seconde saison, 34 nouveaux animatroniques sont créés[5].

- 2023 - Spy In The Ocean. Pour cette série animalière sur le monde sous-marin, 13 leurres aquatiques dont un dauphin sont créés sous forme d'animatroniques[7].

## Jeux vidéo
Dans la licence Five Nights at Freddy's, les créatures qui hantent les lieux sont des animatroniques terrifiants. Parmi eux, Foxy, le renard pirate aux griffes acérées, Freddy Fazbear, l'ours au sourire sinistre, Chica, la poule aux yeux vides, Bonnie, le lapin aux mouvements furtifs, ainsi que d'autres présents dans les autres jeux de la licence (Puppet, Springtrap, Circus Baby, le Mimic, etc.), ainsi que des versions alternatives de ces animatroniques (toys, cauchemardesques, funtimes, glamrock, etc.). Leur unique but : traquer et éliminer le malheureux gardien de nuit, plongeant l'âme dans un cauchemar sans fin.